# Gardiki
Gardiki byla byzantská pevnost vybudována na malém vršku mezi komunitami Agios Mathaios a Messogi na ostrově Korfu. Pravděpodobně ji vybudoval ve 13. století Michael Angelo II., syn arcibiskupa z Epiru.
Pevnost chránilo osm věží, které tvořily její osmiúhelníkový tvar. Dodnes jsou velmi dobře zachovány zdi pevnosti.
Při archeologických vykopávkách v okolí byly nalezeny i nástroje z období paleolitu.